# Änis Ben-Hatira
Änis Ben-Hatira (Berlijn, 18 juli 1988) is een Duits-Tunesisch voetballer die bij voorkeur als middenvelder speelt. Hij speelde in verschillende Duitse nationale jeugdselecties, maar debuteerde als volwassene in 2012 in het Tunesisch voetbalelftal.
Ben-Hatira debuteerde bij Hamburger SV en speelde verder voor MSV Duisburg, Hertha BSC, Eintracht Frankfurt en SV Darmstadt 98. Daar werd zijn contract in januari 2017 ontbonden vanwege zijn steun aan de salafistische organisatie Ansaar International.
Ben-Hatira won met het Duits voetbalelftal onder 21 het Europees kampioenschap 2009. In 2012 debuteerde hij in het Tunesisch voetbalelftal.

## Carrière
| Seizoen | Club                | Wedstrijden | Doelpunten | Competitie    |
| ------- | ------------------- | ----------- | ---------- | ------------- |
| 2006/07 | Hamburger SV        | 5           | 0          | Bundesliga    |
| 2007/08 | Hamburger SV        | 3           | 0          | Bundesliga    |
| 2008/09 | Hamburger SV        | 2           | 0          | Bundesliga    |
| 2008/09 | → MSV Duisburg      | 12          | 2          | 2. Bundesliga |
| 2009/10 | → MSV Duisburg      | 16          | 1          | 2. Bundesliga |
| 2010/11 | Hamburger SV        | 18          | 0          | Bundesliga    |
| 2011/12 | Hamburger SV        | 1           | 0          | Bundesliga    |
| 2011/12 | Hertha BSC          | 16          | 3          | Bundesliga    |
| 2012/13 | Hertha BSC          | 18          | 4          | 2. Bundesliga |
| 2013/14 | Hertha BSC          | 21          | 3          | Bundesliga    |
| 2014/15 | Hertha BSC          | 15          | 4          | Bundesliga    |
| 2015/16 | Hertha BSC          | 0           | 0          | Bundesliga    |
|         | Eintracht Frankfurt | 9           | 1          | Bundesliga    |
| 2016/17 | SV Darmstadt 98     | 11          | 1          | Bundesliga    |
| Totaal  |                     | 147         | 19         |               |

## Erelijst
| Competitie             |            |            |            |            |
| Competitie             | Aantal     | Jaren      |            |            |
| Hertha BSC             | Hertha BSC | Hertha BSC | Hertha BSC | Hertha BSC |
| ---------------------- | ---------- | ---------- | ---------- | ---------- |
| Kampioen 2. Bundesliga | 1x         | 2012/13    |            |            |
| Duitsland -21          |            |            |            |            |
| Europees kampioen -21  | 1x         | 2009       |            |            |